# NGC 7828
NGC 7828 (другие обозначения — PGC 483, MCG -2-1-25, VV 272, ARP 144, IRAS00038-1341) — галактика в созвездии Кит.
Этот объект входит в число перечисленных в оригинальной редакции «Нового общего каталога».